# Воплощённая когнитивная наука
Воплощённая когнити́вная нау́ка (англ. Embodied Cognitive Science), также материа́льная когнити́вная нау́ка, отелесненная когнити́вная нау́ка) — междисциплинарная область исследований, целью которых является объяснение механизмов, лежащих в основе разумного поведения. Она включает в себя три основных методики:
моделирование психологических и биологических систем в комплексной основе, которая рассматривает разум и тело как единое целое;
формирование основного набора общих принципов разумного поведения;
экспериментальное использование роботов в контролируемых условиях.
Воплощённая когнитивная наука основывается на практической философии, а также на смежных областях исследования когнитивной науки, психологии, неврологии и искусственного интеллекта. С точки зрения неврологии, материальной когнитивистикой занимался Джералд Эдельман из Института Нейронаук в Ла-Хойя, Франсиско Варела из Национального центра научных исследований Франции, и Дж. А. Скотт Келсо из Атлантического университета Флориды. Также эта отрасль науки была интересна философам Энди Кларку, Шону Гэлэхеру и Эвану Томпсону, а также таким психологам, как Майкл Тервэй, Лоуренс Барсалоу и Элеонор Рош. Исследованиями языка с позиций материальной когнитивистики занимались Эрик Леннерберг и Филипп Рубин из Хэскинс Лабораториз, а с позиций изучения искусственного интеллекта — Рольф Пфайфер, Кристиан Шайер и Джош С. Бонгард.

## Классическая теория познания
Материальная когнитивная наука является альтернативной теорией познания, в которой обращения к вычислительной теории разума сводятся к минимуму, в то время как основной акцент ставится на том, как организм определяет, как и о чем думать. Классическая когнитивная теория основана главным образом на манипуляции сигналами, которые поступают и обрабатываются в специальном блоке обработке информации. Эти сигналы подчиняются определённым правилам синтаксиса, благодаря чему процессор может обнаружить смысловую нагрузку, обработать сообщение и произвести ответный сигнал. К примеру, органы чувств человека являются его рецепторами для приёма сигналов, полученных из внешней среды. Они поступают в нервную систему, которая является блоком обработки информации. Нервная система способна прочитать сенсорную информацию и создать ответный сигнал, который может выражаться в телесных движениях, поведенческой реакции, когнитивной деятельности и т.п. Процесс познания осуществляется в глубине головного мозга, а это означает, что умственное познание отрезано от внешнего мира и возможно только при получении чувственной информации.
Воплощённая когнитивная наука отличается от классического подхода тем, что она отрицает систему поступления-отправления сигнала. По большей части эта позиция основывается на работах Дэвида Марра. Его позиция заключается в том, что смысловая нагрузка не может быть выведена из сигналов без какой-либо внутренней интерпретации. Если какой-то «маленький человечек», живущий в голове, занимается интерпретацией входящих сигналов, то как происходит толкование сигналов в мозге этого маленького человека? Этот факт делает классическую модель гораздо менее правдоподобной. Таким образом, материальная когнитивистика стремится избежать этой проблемы путём определения познания тремя способами.

### Физические атрибуты тела
Первый способ рассматривает роль физического тела, в частности, то, как его свойства влияют на способность мыслить. Основываясь на этом методе, можно преодолеть компонент манипуляции символами, что является особенностью классической модели. Глубинное восприятие, например, может быть лучше объяснено в рамках материального подхода из-за сложности действия. При глубинном восприятии необходимо, чтобы мозг обнаружил два разрозненных изображения, снятых с сетчатки обоих глаз. Кроме того, движения тела и головы усложняют этот процесс. Когда голова кружится в заданном направлении, кажется, что объекты на переднем плане двигаются на фоне объектов на заднем плане. Таким образом, считается, что определённая визуальная обработка происходит без необходимости любого вида манипуляции символами, так как объекты переднего плана только кажутся движущимися. Исходя из этого следует вывод, что глубинное восприятие может осуществляться без промежуточной манипуляции определёнными символами.
Более ярким примером является изучение слухового восприятия. По сути, чем больше расстояние между ушами, тем острее должен быть слух. Также важна плотность между органами слуха, так как частота волны меняется в зависимости от среды, через которую она проходит. При обработке информации слуховая система мозга принимает во внимание эти факторы, но опять же, не нуждается в интерпретации символов, так как расстояние между ушами само по себе создаёт необходимую возможность для большей остроты слуха, так же как и плотность. Таким образом, при рассмотрении физических свойств тела, символическая система является ненужной и бесполезной метафорой.

### Роль тела в процессе познания
Второй способ в значительной степени опирается на работы Джорджа Лакоффа и Марка Джонсона. Они утверждали, что люди используют метафоры, чтобы лучше объяснить их внешний мир. Люди также имеют основной набор понятий, из которых могут быть сформированы новые понятия. Эти основные понятия включают пространственные ориентации, такие как вверх, вниз, вперёд и назад. Люди могут легко понять смысл этих слов, поскольку они могут непосредственно испытать их при помощи собственных тел. К примеру, так как основные движения человека состоят в том, чтобы стоять прямо, либо перемещать тело в направлении вверх-вниз, эти понятия люди осознают на подсознательном уровне. То же самое можно сказать про понятия вперёд и назад. Как упоминалось ранее, этот основной набор пространственных представлений является основой, на которой строятся другие понятия. В английском языке, например, радостное или грустное настроение выражается словами up (вверх) и down (вниз) соответственно. Истинное понимание этих понятий зависит от имеющихся у индивида знаний об устройстве человеческого тела. Таким образом, Лакофф и Джонсон полагают, что в случае отсутствия тела, они не могли бы знать, что может означать вверх или вниз, и как эти понятия могут быть связаны с эмоциональными состояниями.
Если представить себе сферическое существо, проживающее за пределами любого гравитационного поля, без какого-либо опыта, знания или воображения, вряд ли оно сможет понять значение понятия «вверх». В то время как это не означает, что такие существа не смогут выразить свои эмоции другими словами, они будут выражать их не так, как это делают люди. Понятия радости (feeling up) и печали (feeling down) для человека будут отличаться, потому что человек обладает другим физическим воплощением. Отсюда следует, что физическое тело напрямую влияет на то, как индивид мыслит, так как он использует метафоры, связанные с его телом в качестве основных понятий.

### Взаимодействие с окружающей средой
Третий способ опирается на исследования того, как индивиды используют их непосредственное окружение в процессе когнитивной обработки. Он основывается на теории функционализма и утверждает, что приобретение различными состояниями сознания уникальных свойств происходит в зависимости от их роли в более крупной системе. Для более яркой иллюстрации этой позиции используется пример с карманным персональным компьютером (КПК). Информация на КПК аналогична информации, хранящейся в головном мозге. Таким образом, если предположить, что информация в мозге определяет различные психические состояния, то и информация в КПК делает то же самое. Рассмотрим также роль ручки и бумаги в процессе умножения чисел. Ручка и бумага настолько вовлечены в познавательный процесс решения задачи, что утверждение о том, что они так или иначе отличаются от самого процесса, кажется нелепым. Другой пример исследует то, как люди управляют своим окружением так, чтобы легче выполнить когнитивные задачи: например, оставляя ключи от машины в знакомом месте, чтобы они не потерялись, или используя какие-либо ориентиры для навигации в незнакомом городе. Таким образом, люди используют элементы окружающей их среды с целью помочь им в выполнении когнитивных функций.

## Примеры значимости материального подхода
Значение материального подхода в контексте когнитивной науки, пожалуй, лучше всего объясняет Энди Кларк. Он утверждает, что мозг сам по себе не должен быть единственным фокусом для научного изучения познания. Для доказательства необходимости использования материального подхода к научному изучению познания, он приводит несколько ярких примеров.

### Голубой тунец
Поведение обыкновенного тунца долго оставалось загадкой для биологов, благодаря его невероятным способностям быстро ускоряться и достигать больших скоростей. Биологическая экспертиза тунца показывает, что он просто не способен на такие подвиги. Тем не менее, ответ может быть найден при принятии физического воплощения тунца в расчёт. Голубой тунец использует окружающую его среду, в частности, природные токи для увеличения скорости. С этой целью он также использует своё физическое тело: хвостовой плавник помогает ему создать необходимое движение и давление, что помогает ему набирать и поддерживать высокие скорости. Таким образом, голубой тунец активно использует окружающую среду для своих целей через атрибуты своего физического тела.

### Роботы
Кларк использует пример прыжков робота, построенного Рэйбертом и Ходжинсом, чтобы продемонстрировать дальнейшее значение материальной парадигмы. По сути, этот робот представлял собой вертикальные цилиндры с одной ногой для прыжков. Управление поведением робота могло быть весьма непростым, так как, помимо тонкостей самой программы, нужно было учитывать и механические вопросы, касающиеся того, как именно сконструировать ногу, для того чтобы он мог совершить прыжок. Согласно материальному подходу, для этого робот должен иметь возможность использовать своё физическое воплощение в полной мере. То есть, систему робота следует рассматривать как имеющую динамические характеристики, а не как командный центр, который просто выполняет действия.

## Критика
Ученые, придерживающиеся классических суждений, могут возразить, что то, что физические объекты могут быть использованы в качестве помощи при познавательном процессе, вовсе не означает, что они являются частью когнитивной системы. Например, очки используются для помощи зрению, однако суждение о том, что они являются частью более крупной системы, означает кардинальный пересмотр понятия зрительная система. Сторонники материального подхода, в свою очередь, могут ответить, что в тех случаях, когда объекты окружающей среды играют функциональную роль в процессе формирования психических состояний, сами предметы не следует рассматривать как непосредственно психические состояния.